# Santa Cruz de Mudela (kommunhuvudort)
Santa Cruz de Mudela är en kommunhuvudort i Spanien.   Den ligger i provinsen Provincia de Ciudad Real och regionen Kastilien-La Mancha, i den centrala delen av landet, 200 km söder om huvudstaden Madrid. Santa Cruz de Mudela ligger 723 meter över havet och antalet invånare är 4 825.
Terrängen runt Santa Cruz de Mudela är platt. Runt Santa Cruz de Mudela är det glesbefolkat, med 11 invånare per kvadratkilometer. Närmaste större samhälle är Valdepeñas, 15,1 km nordost om Santa Cruz de Mudela. Omgivningarna runt Santa Cruz de Mudela är i huvudsak ett öppet busklandskap.